# Batalla de Winchelsea
La batalla de Winchelsea, también conocida como la batalla de Les Espagnols sur Mer, tuvo lugar el 29 de agosto de 1350 frente a la costa de Winchelsea (Inglaterra) cuando la flota inglesa, mandada por el rey Eduardo III y su hijo, el Príncipe Negro, atacó la flota lanera castellana que regresaba de Brujas. Los motivos de la batalla, librada durante la guerra de los Cien Años, difieren: Eduardo III se supone que trató de impedir la ayuda de los marinos vascos y cántabros a Francia, vengando alguna acción de corso previa, pero sin intención de proseguir la lucha, por lo que solo un año después firmó con la Hermandad de las Marismas un acuerdo de paz que garantizaba a la Hermandad el libre comercio en aguas inglesas. Desde el punto de vista francés, Eduardo preparaba la flota con intención de cruzar el canal y hacerse coronar rey de Francia en Reims, propósito que quedó desbaratado al ser sorprendido por una flota castellana al mando de Carlos de la Cerda, miembro del linaje real castellano, pero refugiado en Francia donde solo unos meses después de la batalla sería nombrado condestable por Juan II el Bueno.

## Precedentes
Al estallar la guerra de los Cien Años entre Francia e Inglaterra Castilla se mantuvo neutral. Alfonso XI de Castilla buscó acuerdos con ambos contendientes tratando de mantener abierta la vía a Brujas, vital para el comercio lanero castellano. Pero mantener la neutralidad no resultaba fácil, especialmente tras la muerte de Alfonso, cuando para el nuevo rey, Pedro I, comenzó a buscarse un matrimonio que lo enlazaría con la casa real francesa, y los marinos del Cantábrico pudieron disfrutar de libertad para actuar como mercenarios al servicio de Francia o como corsarios a cambio del "quinto real", iniciando una campaña de acoso a Inglaterra.
El 10 de agosto de 1350 en Rotherhithe Eduardo III anunció su propósito de hacer frente al problema de los corsarios castellanos en un mensaje dirigido a los obispos de Canterbury y de York para que implorasen el auxilio divino en tan peligroso trance. En una carta enviada al mayor y jurados de la ciudad de Bayona les decía que «gentes de las tierras de España» sin respetar los acuerdos de neutralidad habían atacado a sus naves y tratado inhumanamente a sus hombres, y que no contentos con ello, reunían en Flandes una poderosa armada con hombres de guerra para invadir el reino y «posesionarse del dominio del mar», justificando así el embargo general de naves y marineros.

## Movimientos previos
Dispuesto a terminar con el problema de la piratería o del dominio castellano del mar, el propio Eduardo se trasladó a Winchelsea (Vinchele en los documentos castellanos) en compañía de sus hijos, el Príncipe Negro y el conde de Richmond, de solo diez años, y con las damas de la corte, que permanecieron en un convento cercano, donde se reunió una flota supuestamente formada por 54 naves, que consistían en cinco urcas, treinta kogges y diecinueve pinazas.
A Flandes, donde se encontraban los navíos castellanos por motivos comerciales, llegaron noticias de estos preparativos, por lo que sus patrones decidieron reforzarse, embarcando mercenarios y encomendando su dirección a Carlos de la Cerda. No se conoce con certeza el número de las naves cántabras. Cronistas ingleses llegaron a fijar una superioridad de diez a uno a favor de los castellanos. Para Jean Froissart, el más célebre de los cronistas franceses, serían cuarenta, «grandes y hermosas», con diez mil hombres embarcados en ellas.
Eduardo III embarcó en la hulk Thomas el 28 de agosto, esperando la aparición de la flota enemiga. El 29, domingo, una flota castellana, con viento a favor, alcanzó Winchelsea al tiempo que la escuadra inglesa salía del puerto en formación.

## La batalla
Unos veinticuatro barcos castellanos que atravesaban el canal hacia el sur camino a casa con mercancías de Flandes fueron interceptados por la flota inglesa que aproximadamente les doblaba en número de barcos. Gracias a la mayor altura de los barcos castellanos las ballestas y las catapultas causaron grandes bajas sobre los barcos ingleses repletos de soldados, aunque finalmente la mayoría fueron abordados y vencidos. Apenas se hicieron prisioneros y los castellanos heridos y los muertos fueron arrojados al mar, pero incluso así las bajas inglesas fueron superiores.
Es el cronista francés Jean Froissart, al servicio de Eduardo III de Inglaterra, quien dejó la narración más completa del desarrollo de la batalla y a quien siguen todos los relatos posteriores. El tratamiento que da Froissart a la batalla no difiere del que hubiese correspondido a una justa caballeresca. Aunque la marina castellana hubiera podido evitar el combate buscó el enfrentamiento. La nave insignia inglesa se lanzó contra otra castellana y debido a la violencia del choque frontal la nave de Eduardo quedó seriamente dañada y hubo de ser abandonada antes de hundirse. Froissart pone en boca de Eduardo la orden dada a sus capitanes:

Dirigíos contra aquella nave que se acerca derecho hacia aquí, pues justar quiero contra ella.

La batalla se libró del único modo posible, al abordaje y luchando cuerpo a cuerpo. Las crónicas refieren un combate sin piedad, en el que los vencidos eran arrojados por la borda. El barco del Príncipe Negro también se fue a pique al ser abordado por otro castellano agujereándole el casco, aunque el príncipe pudo pasar a la cubierta del castellano y finalmente apoderarse de él con la ayuda de un segundo barco inglés que lo atacó por la parte opuesta. La batalla concluyó, según las crónicas, cuando un escudero flamenco de Roberto de Namur llamado Hannequin cortó la driza de la vela mayor del navío castellano que arrastraba al de su señor cuando este ya se daba por perdido. Los sorprendidos marinos montañeses, cubiertos bajo la vela, pudieron entonces ser fácilmente abordados y acuchillados, quedando en poder de los ingleses de catorce a veintiséis naves castellanas.

## Consecuencias
Tras la victoria Eduardo III hizo grabar monedas con el título de King of the Sea (Rey del Mar), pero su triunfo estuvo lejos de ser decisivo, pues el 8 de septiembre prevenía a los de Bayona frente a nuevos ataques de los españoles, «enemigos notorios en tierra y en mar», y ya en noviembre de 1350 envió emisarios para que se pusieran en contacto con los maestros y marineros cántabros residentes en Flandes («cum magistris et marinariis et aliis hominibus de Ispania apud portum del Svoyne, et alibi in Flandria existentibus») a fin de negociar con ellos la paz.
El 1 de agosto de 1351, Eduardo III firmó en Londres un tratado con las ciudades de la Hermandad de las Marismas representadas por los marinos Juan López de Salcedo, de Castro Urdiales, Diego Sánchez de Lupard, de Bermeo, y Martín Pérez de Golindano, de Guetaria. El acuerdo reconocía a los marinos cantábricos el derecho de libre circulación y comercio en aguas inglesas, fijaba una tregua de veinte años y creaba un tribunal encargado de dirimir los conflictos que pudieran surgir entre marinos de ambos reinos. El acuerdo fue ratificado poco después por el rey de Castilla en las Cortes de Valladolid.
La batalla tampoco dio a Inglaterra el dominio del mar. El Atlántico no disponía de auténticos barcos de guerra equiparables a las galeras de remos que surcaban el Mediterráneo. Las escuadras atlánticas, destinadas primordialmente al transporte de tropas, se formaban en su mayor parte con navíos mercantes requisados para la ocasión. Las costas a los dos lados del canal permanecieron indefensas frente a los ataques que llegaban desde el mar. En el curso de la guerra de los Cien Años, navíos castellanos y franceses saquearon o quemaron un elevado número de puertos y ciudades costeras inglesas, entre ellas Plymouth, Southampton o la propia Winchelsea.